# 坂里村
坂里村（馬拼：Pāng-tiē-tshoung，平話字：Bāng-diē-chŏng）位於中華民國福建省連江縣馬祖北竿地區，位於北竿島中段區域，由於地勢平坦而成為北竿鄉農業較發達之地區，此處以坂里沙灘、坂里古厝而聞名，北竿遊客中心也在此設服務據點。

## 村名由來
村名由來有二說。一說坂里村地勢平坦，斜坡中少陡坡，故從馬祖話稱呼平地區為「坪里」，訛作「坂里」，成為村名。另一說早期住屋多興建於山坡地上，故名坂里。
坂里古名塍村（堘村），最早出自明弘治三年（公元1490年）《八閩通志》記載為「鏡塍」（鏡澳、塍村），而後清乾隆十九年《福州府志》將記載為「堘村」。堘是塍的異體字，塍即馬祖話所謂的田。坂里平坦之地，早年是島上唯一種植水稻之村，現今則多種蔬菜，頗負盛名。

## 北竿三寶
坂里地勢低平，自古即種植水稻，如今農田多種植蔬菜，因緯度較台灣本島略高、氣溫較低，高麗菜、大白菜、白蘿蔔等高冷蔬菜脆甜可口，頗負盛名，享有「北竿三寶」、「馬祖三寶」美譽。

## 發展史
坂里村是北竿鄉少數擁有水田的村莊，該村經濟早期主要以農業為主。由於板里村海岸以沙灘為主，其沙質潔白細軟，海岸平直寬敞，適合發展海上休閒活動，因此後來開始發展觀光業。馬祖國家風景區管理處便在此設立北竿遊客中心。

## 著名景點
- 坂里沙灘
- 坂里古厝
- 北竿遊客中心
- 坂里天后宮
- 海洋大學馬祖校區

## 外部連結
- 北竿鄉公所全球資訊網
- 坂里沙灘（页面存档备份，存于）